# Parapsammophila funerea
Parapsammophila funerea là một loài côn trùng cánh màng trong họ Sphecidae, thuộc chi Parapsammophila. Loài này được Nurse miêu tả khoa học đầu tiên năm 1903.